# 管花秦艽
管花秦艽（学名：Gentiana siphonantha）为龙胆科龙胆属的植物，是中国的特有植物。分布于中国大陆的甘肃、宁夏、青海、四川等地，生长于海拔1,800米至4,500米的地区，一般生于草原、草甸、灌丛以及河滩地，目前尚未由人工引种栽培。

## 别名
管花龙胆（内蒙古大学学报）